# Seseli staintonii
Seseli staintonii är en växtart i släktet säfferötter (Seseli) och familjen flockblommiga växter.
Arten är en perenn ört som förekommer i norra Pakistan. Den beskrevs först som Eriocycla staintonii av Harald Udo von Riedl och Kuber 1964, och fick sitt nu gällande namn av Michail Pimenov och Jevgenij Kljujkov 2000.